# تشيان ويتشانغ
تشيان ويتشانغ (في اللغة الصينية المبسطة: 钱伟长; في اللغة الصينية التقليدية: 錢偉長; في نظام بينيين: Qián Wěicháng; مواليد 9 اكتوبر 1912 - 30 يوليو 2010) فيزيائي صيني وعالم رياضيات تطبيقية، وكذلك أكاديمي في الأكاديمية الصينية للعلوم. وشغل منصب رئيس جامعة شنغهاي.

## المسيرة المهنية
ولد تشيان في ووشي، جياسنغو، جمهورية الصين الشعبية، في 9 أكتوبر 1912. كان عمه المؤرخ شين مو. بعد تخرجه من جامعة تسينغهوا في عام 1935، التحق بمدرسة الدراسات العليا بها وأصبح باحثًا متدربًا في المعهد الوطني المركزي للبحوث تحت إشراف وو يوشون. حصل على درجة الدكتوراه، في جامعة تورنتو تحت إشراف جون لايتون سينج في عام 1942، ثم عمل باحثًا مشاركًا في مختبر الدفع النفاث في معهد كاليفورنيا للتكنولوجيا.
في عام 1946، عاد تشيان إلى الصين وعمل أستاذًا للميكانيكا في جامعة تسينغهوا وجامعة بكين وجامعة يانجينغ.  في الخمسينيات من القرن الماضي، كان عميدًا للدراسات ونائبًا لرئيس جامعة تسينغهوا، ونائب مدير معهد الميكانيكا التابع لأكاديمية العلوم الصينية، ومدير معهد ألاتمتة في الاكاديمية، وعضوًا في اتحاد الجمعيات العلمية لعموم الصين. انتخب أكاديميًا مؤسسًا لأكاديمية العلوم الصينية في عام 1955 وأكاديميًا أجنبيًا للأكاديمية البولندية للعلوم في عام 1956. تم تعيينه نائبا لرئيس جامعة تسينغهوا في نفس العام ، ولكن كان يُنظر إليه على أنه "يميني" خلال الحملة المناهضة لليمين لأنه انتقد استبعاد التخصصات العلمية في الخمسينيات. وصُنف بأنه يميني متطرف في عام 1958، ولكن تم تصحيح ذلك في عام 1983.  خلال الثورة الثقافية (1966-1976)، عمل تشيان في شركة بكين للصلب، واخترع أفضل مكبس هيدروليكي في بكين، وأطلق عليه زملاؤه لقب "الأستاذ". 
في عام 1982، أصبح تشيان رئيسًا لجامعة شنغهاي للتكنولوجيا.
شغل تشيان منصب رئيس تحرير مجلة الرياضيات التطبيقية والميكانيكا (الطبعة الإنجليزية)، وعضوًا في هيئة تحرير المجلة الدولية للعلوم الهندسية في الولايات المتحدة الامريكية، ومجلة التطورات في الميكانيكا التطبيقية في الولايات المتحدة الامريكية، ومجلة هيكلية الجدران الرقيقة في هولندا اضافة الى مجلة العناصر المحدودة في التحليل والتصميم. كان نائب رئيس اللجنة الوطنية للمؤتمر الاستشاري السياسي للشعب الصيني منذ عام 1987.
كان تشيان متخصصًا في الرياضيات التطبيقية والميكانيك والفيزياء والعلوم الهندسية ومعالجة المعلومات الصينية. تم الاعتراف به عمومًا كواحد من رواد ومؤسسي مشاريع الميكانيكا الحديثة في الصين. تشمل أنشطته البحثية الرئيسية كل من: النظرية الجوهرية للصفائح والأصداف، وتحليل الانحراف الكبير للألواح والأصداف الرقيقة، وتحليل الأنابيب المموجة، وميكانيكا اختراق الدروع، وطرق الاضطراب الفردي، ومبادئ التباين ومبادئ التغيير المعممة، وطرق العناصر المحدودة وقياسات كهرباء الغلاف الجوي، التحليل الطيفي لعناصر الأرض النادرة، نظرية دليل الموجة، نظرية التشحيم، تطوير بطاريات عالية الطاقة، ترميزه الكلي للأحرف الصينية، وغيرها من المجالات العلمية. يعتبر عمله المشترك مع جون لايتون سينغ حول النظرية الجوهرية للألواح والأصداف، عملًا كلاسيكيًا رائدًا في ميكانيكا الجوامد وطريقته التقريبية المتتالية في معالجة مشكلة الانحراف الكبير، والتي تسمى الآن "طريقة تشيان". وقد أسس طريقة جديدة في الاضطراب الفردي، وهي طريقة التوسعات المركبة.
نشر دراسات أكاديمية ومئات الأوراق العلمية. نظرًا لعمله على مشاكل الانكماش الكبير للألواح المرنة الدائرية ومبادئ التغيير المعممة، فقد فاز بجائزة الدولة للعلوم الطبيعية (الدرجة الثانية) مرتين، في عامي 1965 و1982. كما قدم مساهمة كبيرة في التطبيقات الهندسية للعلوم، مثل رفرفة الطائرات، وتصميم الغواصات، واختراق الدروع، وتصميم الأدوات وأنظمة بانبايب.
في أوائل الثمانينيات، عمل تشيان مع تشو يوغوانغ وليو زونجي على إنشاء نسخة باللغة الصينية من الموسوعة البريطانية المعروفة موسوعة بريتانيكا. 
خلال رئاسته لجامعة شنغهاي (جامعة شنغهاي للتكنولوجيا سابقًا)، كرس نفسه لإعادة بناء الجامعة وإنجاز الإصلاحات في التعليم العالي. وأعرب عن اعتقاده أن الدور الرئيسي للتعليم العالي هو تنشئة أجيال جديدة ممتازة تتمتع بشخصية ممتازة والخبرة المتقدمة. لهذا الغرض، ركز على رفع المستوى الأكاديمي للجامعة وأبدى اهتمامًا كبيرًا بنشر البحوث في المجلات الأكاديمية في الجامعة. 
كما شغل تشيان منصب رئيس اللجنة التوجيهية للمؤتمر الدولي الثالث للميكانيكا الخطية في شنغهاي في عام 1998.
توفي في شنغهاي في الساعة 6:20 صباحًا في 30 يوليو 2010.  

## الجوائز والتكريمات
- في عامي 1965 و 1982، حصل على جائزة الدولة للعلوم الطبيعية (الدرجة الثانية) مرتين.
- تم تسمية الكويكب 283279 تشيان ويتشانغ  [لغات أخرى]‏، الذي تم اكتشافه في عام 2007 على اسمه. تم نشر الاسم الرسمي من قبل مركز الكواكب الصغيرة في 5 فبراير 2020 ( M.P.C. 121135 ).

## روابط خارجية
- مقابلة مع تشيان ويتشانغ في عصر الثورة الثقافية على موقع YouTube باللغة الإنجليزية